# Fraubrunnen (gemeente)
Fraubrunnen is een gemeente en plaats in het Zwitserse kanton Bern, en maakt deel uit van het district Bern-Mittelland.
Fraubrunnen telt 1.835 inwoners.